# St. Martinus (Oberstadion)

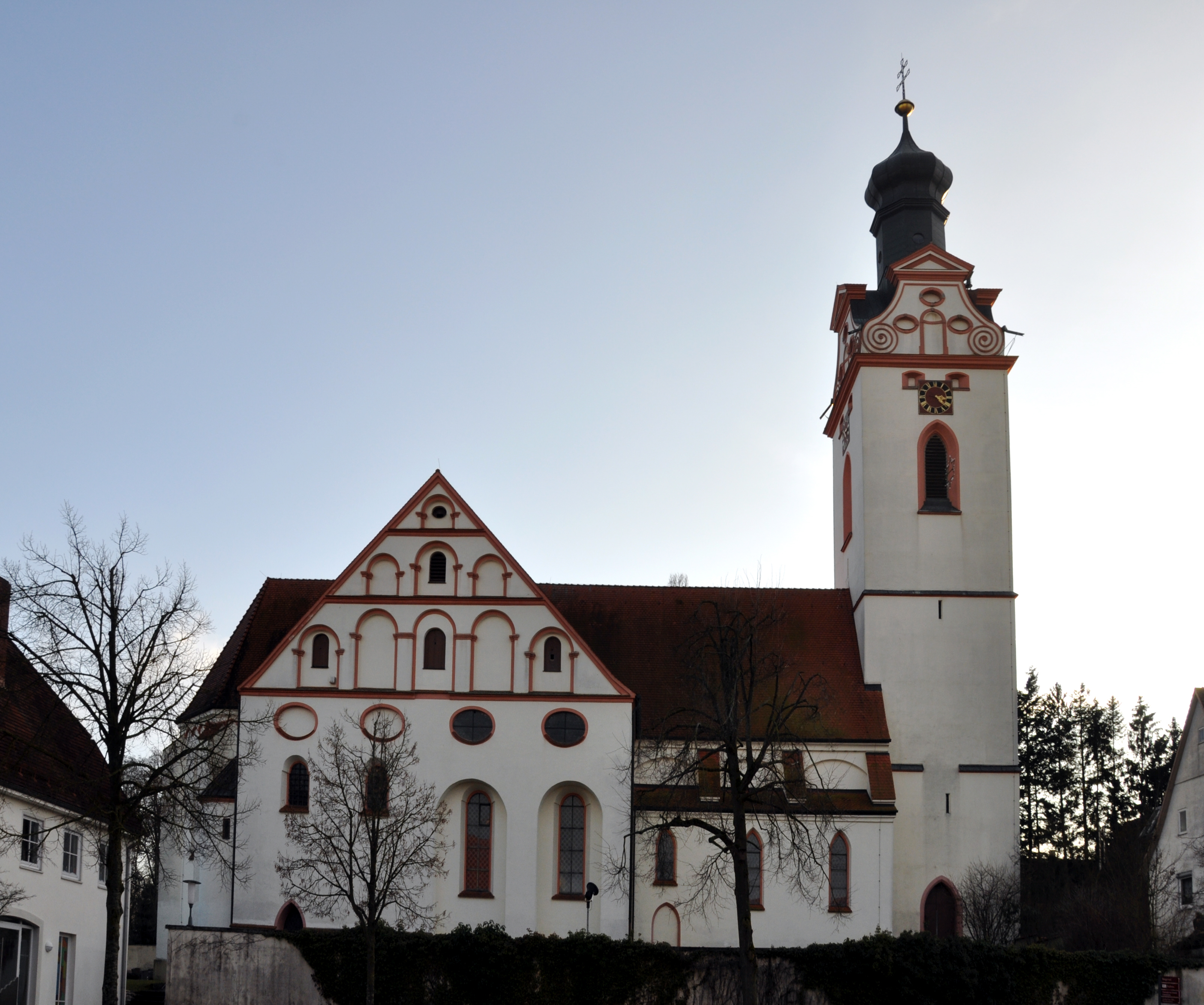
St. Martinus in Oberstadion

Die römisch-katholische Pfarrkirche St. Martinus ist eine spätgotische Saalkirche in Oberstadion im Alb-Donau-Kreis in Baden-Württemberg. Sie gehört zur Seelsorgeeinheit Donau-Winkel des Dekanats Ehingen-Ulm im Bistum Rottenburg-Stuttgart und ist durch ihre spätgotischen Skulpturen und Gemälde der Ulmer Schule bekannt.

## Geschichte und Architektur

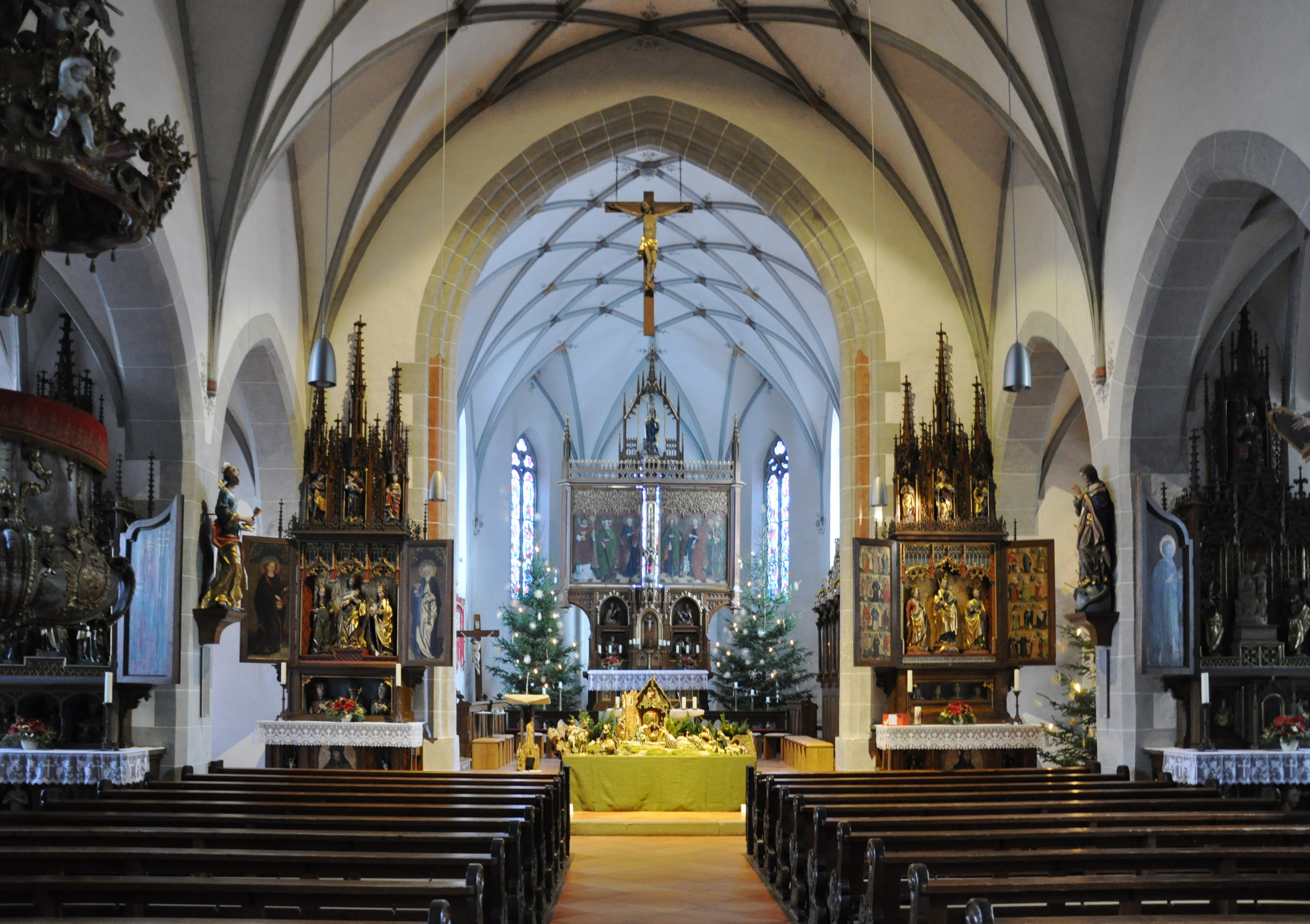
Innenansicht mit Blick zum Chor

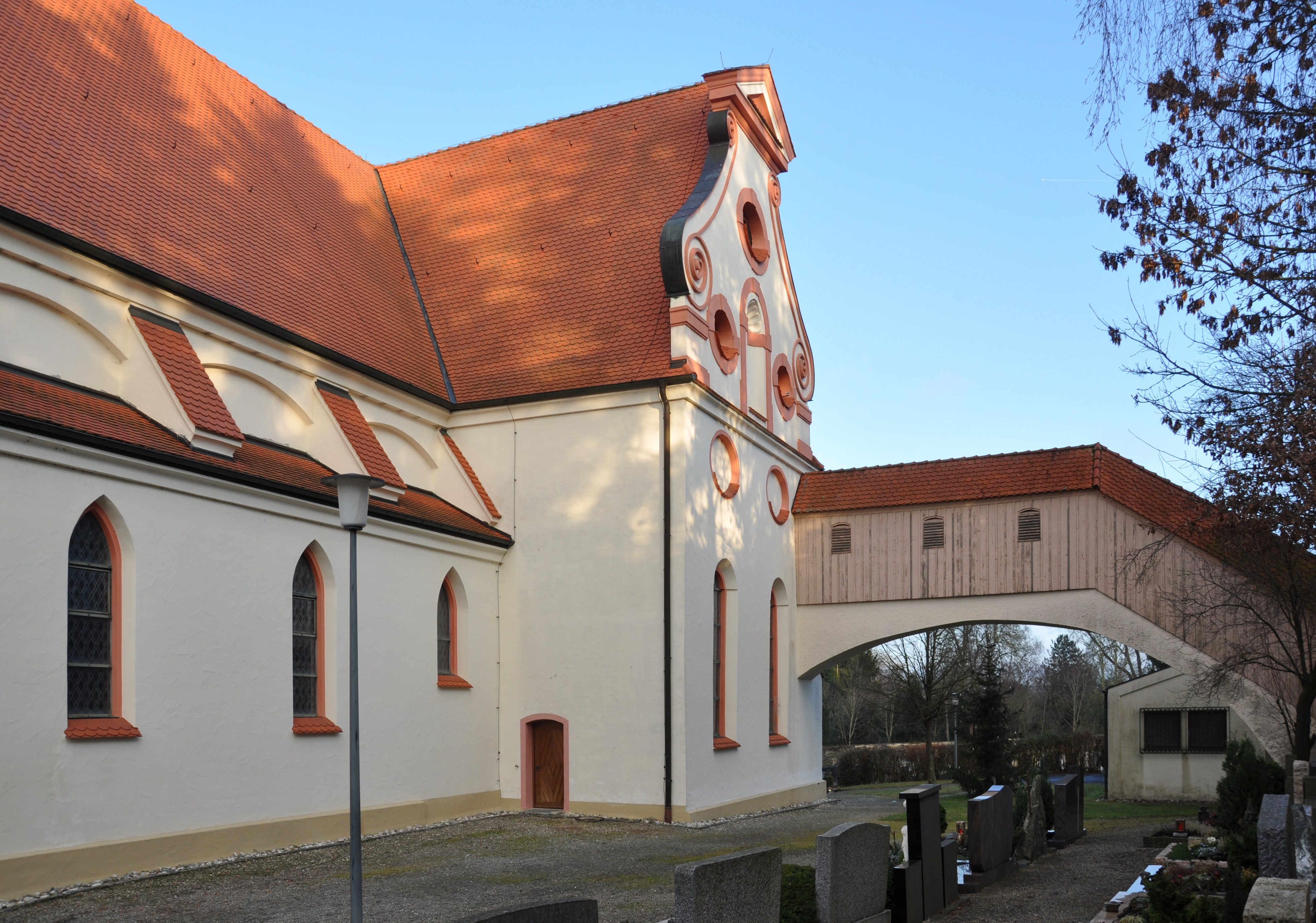
Südlicher Querarm mit Aufgang

Die von Wilhelm und Burkhart von Stadion ab 1470 erbaute spätgotische Saalkirche wurde 1473 als Rohbau fertiggestellt. Der Konstanzer Bischof Otto IV. von Sonnenberg weihte sie Ostern 1482 ein. Im Stil der Spätgotik erhielt die Kirche einen Hochaltar und mehrere Seitenaltäre in Gestalt von Flügelaltären. Nachdem an das Langhaus Seitenkapellen angebaut worden waren, wurden die beiden östlichen Kapellen der Nordseite 1585 querschiffartig erweitert und darunter die gräfliche Gruftkapelle angelegt. Gleichzeitig wurde an die Nordwand des Chors die erhöhte Sakristei mit der darunter liegenden St.-Anna-Kapelle (auch Gruftkapelle genannt) angebaut, die vom anschließenden Friedhof aus zugänglich ist. Aus der Sakristei gelangt man über eine Treppe hinab in den Chorraum. Ein Jahrhundert später erfolgte der Bau eines Querarms an der Südseite des Langhauses. Im 18. Jahrhundert wurde die Kirche teilweise barockisiert, wobei auch die Volutengiebel an Turm und südlichem Querarm entstanden sind. Sie bekam einen Hochaltar und Seitenaltäre im Barockstil. 1808 entstand ein Brand im Turmdach, dessen Folgen erst 1846 mit dem Bau eines neuen Turmaufsatzes beseitigt wurden. Zwischen 1865 und 1880 wurde die Ausstattung neugotisch umgestaltet, der barocke Hochaltar verkauft und durch ein neugotisches Retabel ersetzt. Dieses musste 1963 einem modernen Aufbau weichen, wurde aber 1999 restauriert und wieder als Hochaltar eingesetzt. Gleichzeitig kamen ein Volksaltar und ein Ambo in den Chorraum, die von Herbert Goeser aus Oberndorf am Neckar geschaffen wurden. Bis 1908 hatten die Herren von Stadion das Patronatsrecht inne.
Die Kirche hat einen leicht eingezogenen Chor mit Netzgewölbe und Dreiachtelschluss sowie einen im Untergeschoss kreuzgewölbten Westturm, der mit Giebeln und einem schlanken verschieferten achteckigen Dachreiter abgeschlossen ist. Zwischen den nach innen gezogenen Strebepfeilern des Langhauses sind insgesamt sechs Seitenkapellen angeordnet, wodurch die Kirche dreischiffig erscheint. Die Strebepfeiler durchbrechen das Pultdach der Seitenkapellen und steigen schräg zum Dachgesims an. Das große, nahezu 10 m breite Schiff ist mit Netzrippengewölben und seitlichen Spitzbogenarkaden ausgestattet, die den Zugang zu den Seitenkapellen vermitteln. Über den Arkaden sitzen querovale Oberlichter. An die Südwand des rechten Querarms ist von außen ein geschlossener Aufgang – in Form einer Brücke über einen Friedhofsweg – angebaut, der bis 1963 zu einer Empore führte, die für die höheren Bediensteten derer von Stadion eingerichtet war.

## Ausstattung
Die ursprünglichen Flügelaltäre sind nur in Teilen erhalten. Die künstlerisch wertvollsten Ausstattungsstücke sind mehrere, auf verschiedene neugotische Altäre verteilte Skulpturen und Gemälde der Ulmer Schule aus der zweiten Hälfte des 15. und dem Anfang des 16. Jahrhunderts. Sie befinden sich im Chor und im Bereich des Querschiffs. Die gegenwärtige Ausstattung beruht auf den Aufbauten und Zusammenstellungen der Altäre und Bildwerke am Schluss der neugotischen Umgestaltung (1880).

### Chor

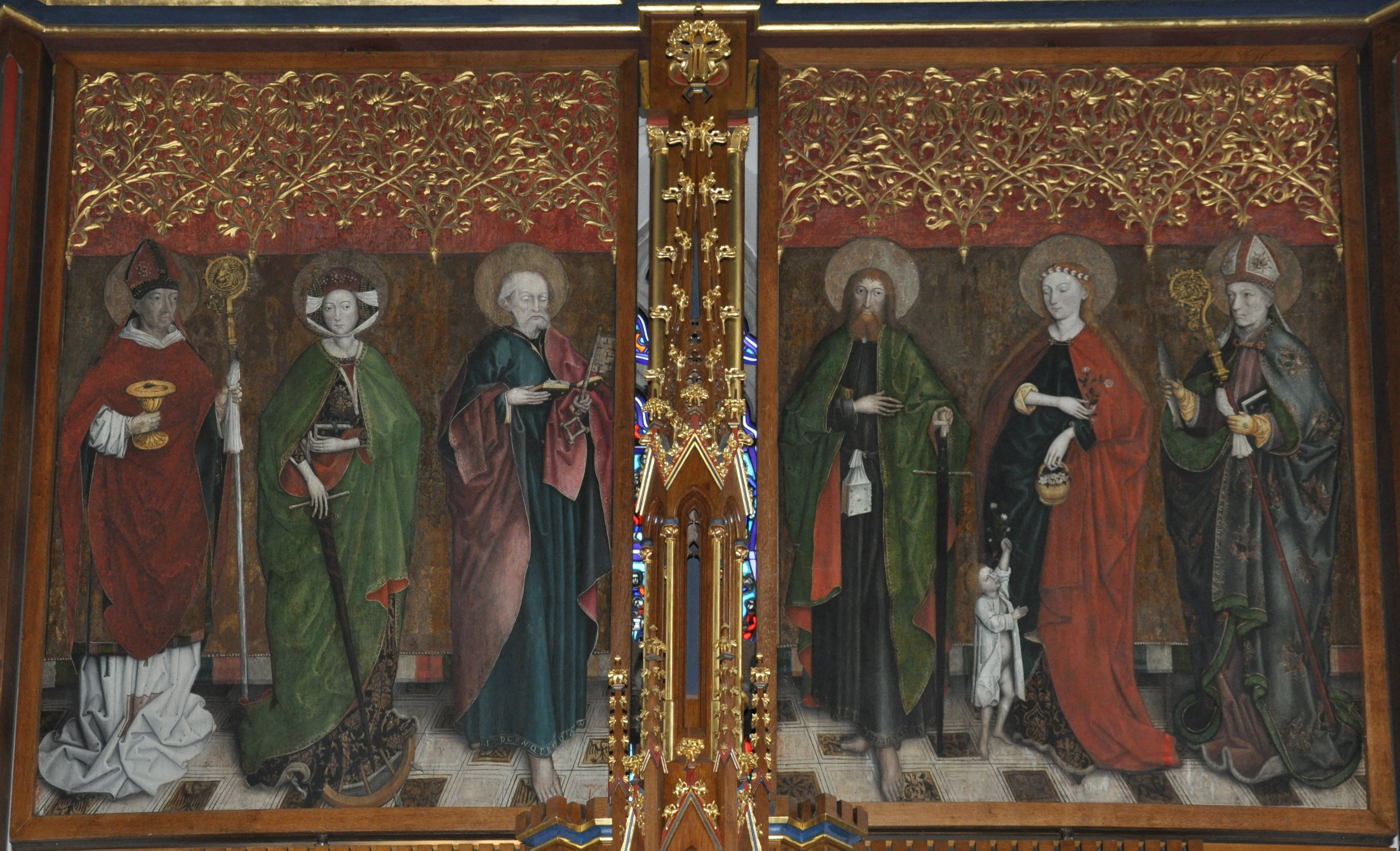
Hochaltargemälde von Jörg Stocker

Der Hochaltar besteht aus einem neugotischen Gehäuse, in das spätgotische Bildtafeln von Jörg Stocker und Skulpturen der Ulmer Schule eingefügt wurden. Im oberen Teil des Retabels wurden nebeneinander zwei doppelseitig bemalte Tafeln der Flügel des ursprünglichen gotischen Altars so angebracht, dass jede Tafel um ihre Mittelachse drehbar ist und dadurch zwei Schauseiten möglich sind. Die erste Schauseite zeigt je drei Heilige: Konrad mit Kelch, auf dem eine Spinne sitzt, Katharina von Alexandrien mit zerbrochenem Rad und Petrus mit Schlüssel auf der linken Tafel und Paulus mit Schwert, Dorothea mit Blumenkorb und Ulrich mit einem Fisch auf der rechten. Werden die Tafeln umgedreht, ist links die Kreuztragung und rechts die Grablegung Christi zu sehen; beide Gemälde (um 1490) sind nach Stichen von Martin Schongauer gestaltet. Die Kreuztragung stimmt stilistisch mit der des Ennetacher Altars des Jörg Stocker von 1496 überein. Unter den Gemäldetafeln sind in vier Nischen Halbfiguren der Evangelisten mit ihren Attributen aus der Zeit um 1480 eingestellt. Aus der gleichen Zeit ist die Statue des heiligen Martin im Auszug des Altars.
Das Jüngste Gericht, ein dreiteiliges Tafelgemälde von Stocker an der Rückseite des ehemaligen Hochaltars aus der Zeit um 1480/1490, ist nach einem Brand nur noch fragmentarisch erhalten, der rechte Teil mit der Hölle ist vernichtet. Es ist jetzt an der nördlichen Chorwand angebracht. Rechts neben ihm hängt ein Bild des heiligen Wolfgang mit Beil und Kirchenmodell in seinen Händen, der vor einem gotischen Flügelaltar thront und von Gläubigen oder Stiftern umgeben ist (Ende 15. Jahrhundert).
Das Chorgestühl wurde von Jörg Syrlin dem Jüngeren 1486 geschaffen. Die Knäufe der Wangen bestehen aus kleinen Tierfiguren und Totenköpfen. An der Südwand des Chores steht ein Herrschaftsstuhl derer von Stadion von 1775. In die Nordwand ist eine gotische, mit einem Eisengitter verschlossene Sakramentsnische eingebaut. Die drei Bleiglasfenster im Chorschluss gestaltete Wilhelm Geyer (1900–1968) 1962 mit Szenen aus dem Johannes-Evangelium.

### Querschiff
In den Querarmen stehen sechs im 19. Jahrhundert zusammengestellte Flügelaltäre, die nicht nur Werke aus der Zeit der Gotik enthalten, sondern auch aus späteren Jahrhunderten. Drei von ihnen sind Maria geweiht.

#### Nördlicher Querarm

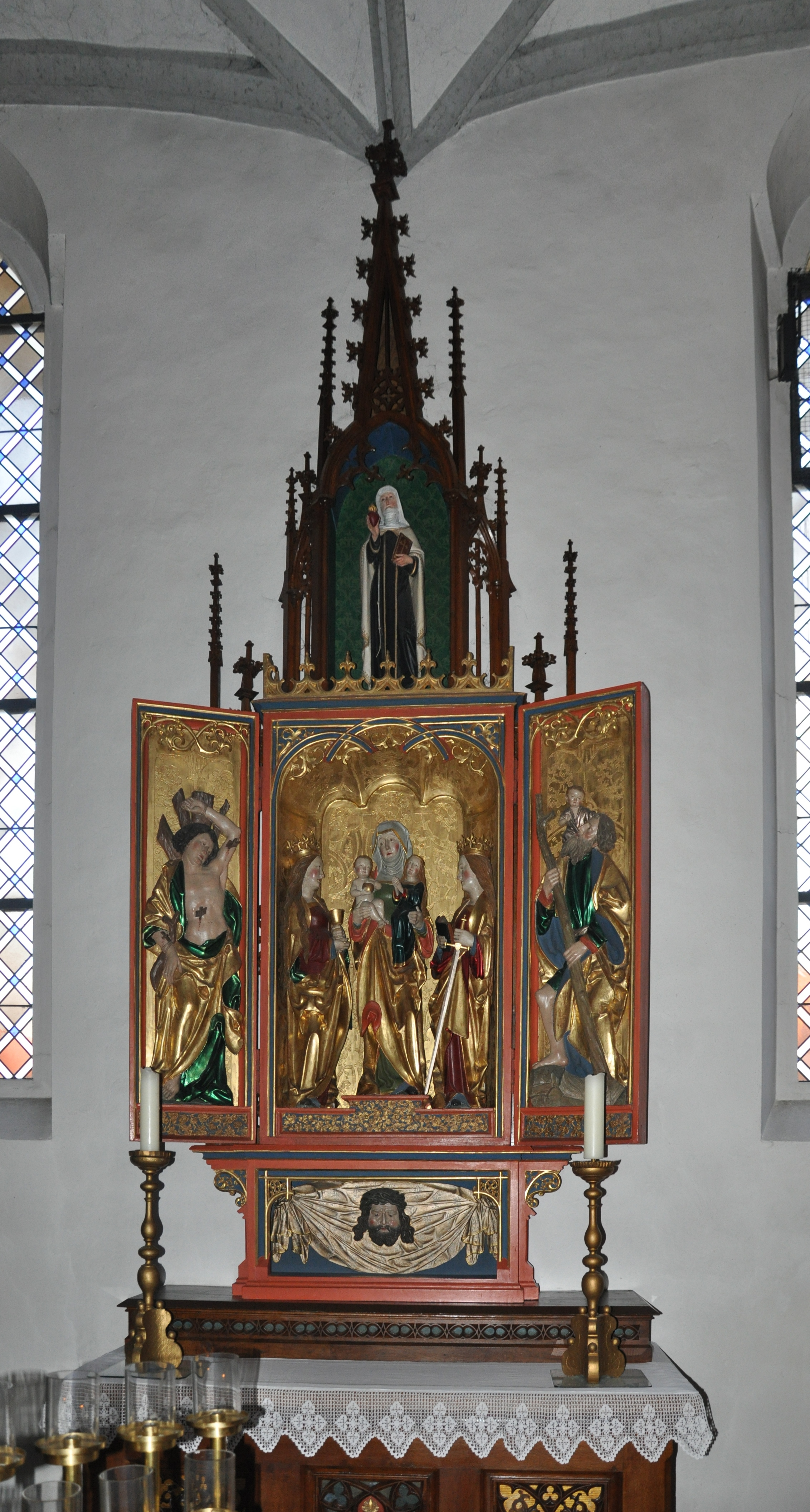
Annenaltar

Am Chorbogen links ist der erste Marienaltar platziert. Die geschlossene Schauseite präsentiert zwei Gemälde: den Kindermord in Bethlehem vor dem thronenden König Herodes und den heiligen Veit im Kessel vor einer Landschaft. Bei geöffneter Schauseite sieht man vor goldenem Hintergrund im Zentrum des Mittelschreins eine Marienstatue mit Jesuskind. Sie wird links von der heiligen Margaretha begleitet und rechts von der heiligen Agnes. Auf den Gemälden der Flügel sind die Heiligen Dorothea oder Elisabeth (links) und Ottilie dargestellt. In der Mitte des Gesprenges steht der heilige Antonius von Padua, rechts neben ihm die heilige Katharina von Alexandrien, links eine unbekannte Heilige; beide Frauenfiguren werden auf das frühe 16. Jahrhundert datiert. In der Predella sind die Brustbilder des heiligen Blasius, des Königs David und des heiligen Sebastian aus dem 18. Jahrhundert untergebracht. Im Antependium ist mittig eine doppelseitig bemalte Tafel mit dem Bild eines heiligen Königs und Christus als Schmerzensmann, flankiert von Sebastian (links) und Christus an der Geißelsäule. Der Altar wurde um 1510 von Ulmer Künstlern geschaffen.
Am frei stehenden Arkadenpfeiler befindet sich der Veitsaltar. Die Außenseiten der bemalten Flügel zeigen vier Szenen aus der Veitslegende von etwa 1490, die Innenseiten Bilder der Heiligen Petrus und Urban von Jörg Stocker aus derselben Zeit. Die drei aus dem 19. Jahrhundert stammenden Statuen im Mittelschrein stellen, von links nach rechts, Augustinus, Josef und Barbara dar. Ein Relief des heiligen Veit in einem Kessel mit siedendem Öl aus dem 16. Jahrhundert findet sich zwischen zwei Tafelgemälden mit Szenen aus der Wolfgangslegende in der Mitte des Antependiums. Im Auszug des Altars ist eine geschnitzte Halbfigur des heiligen Eligius als Hufschmied (um 1500). In der Predella sind Büsten von drei Heiligen aufgestellt; ihre Köpfe sind wohl spätgotisch, im 18. Jahrhundert wurden sie neu montiert und gefasst.
An der Nordwand des Querarms steht der Annenaltar, der sogenannte Stocker-Altar von 1520, der jedoch nicht (wie in der bei der Restaurierung 1864 neu angefertigten Inschrift angegeben) von Jörg Stocker stammt. Die Außenseiten der Flügel sind bemalt, die Innenseiten und der Mittelschrein mit Skulpturen vor einem goldenen Hintergrund versehen. Im Gemälde ist der heilige Michael als Seelenwäger im Stil spätulmischer Renaissancemalerei dargestellt. Im Schrein steht etwas erhöht eine Anna-selbdritt-Gruppe, zu der sich links die heilige Barbara hinwendet und rechts die heilige Katharina. Der linke Flügel birgt ein Relief des heiligen Sebastian, der rechte eines von Christophorus. Alle Figuren sind golden und farbig gefasst. An der Predella ist das Schweißtuch der Veronika ausgebreitet.
An der Ostwand des Querarms hängt ein Bild von F. Johann Georg Glyckher (1653–1731) aus Rottweil, das mit „1708“ signiert ist und den Heiligen Wandel darstellt. Rechts daneben schmückt ein Ölgemälde von Konrad Huber von 1817 mit einer Anbetung der Hirten die Wand. Der Schriftsteller Christoph von Schmid, der von 1816 bis 1827 Pfarrer in Oberstadion war, wurde durch dieses Bild zu seiner Geschichte Der Weihnachtsabend (1825) angeregt. An der Westwand befindet sich ein Tafelbild von 1682 von Johann Heiss, das die Kreuzigung Christi zeigt und 1926 nach Oberstadion kam.

#### Südlicher Querarm

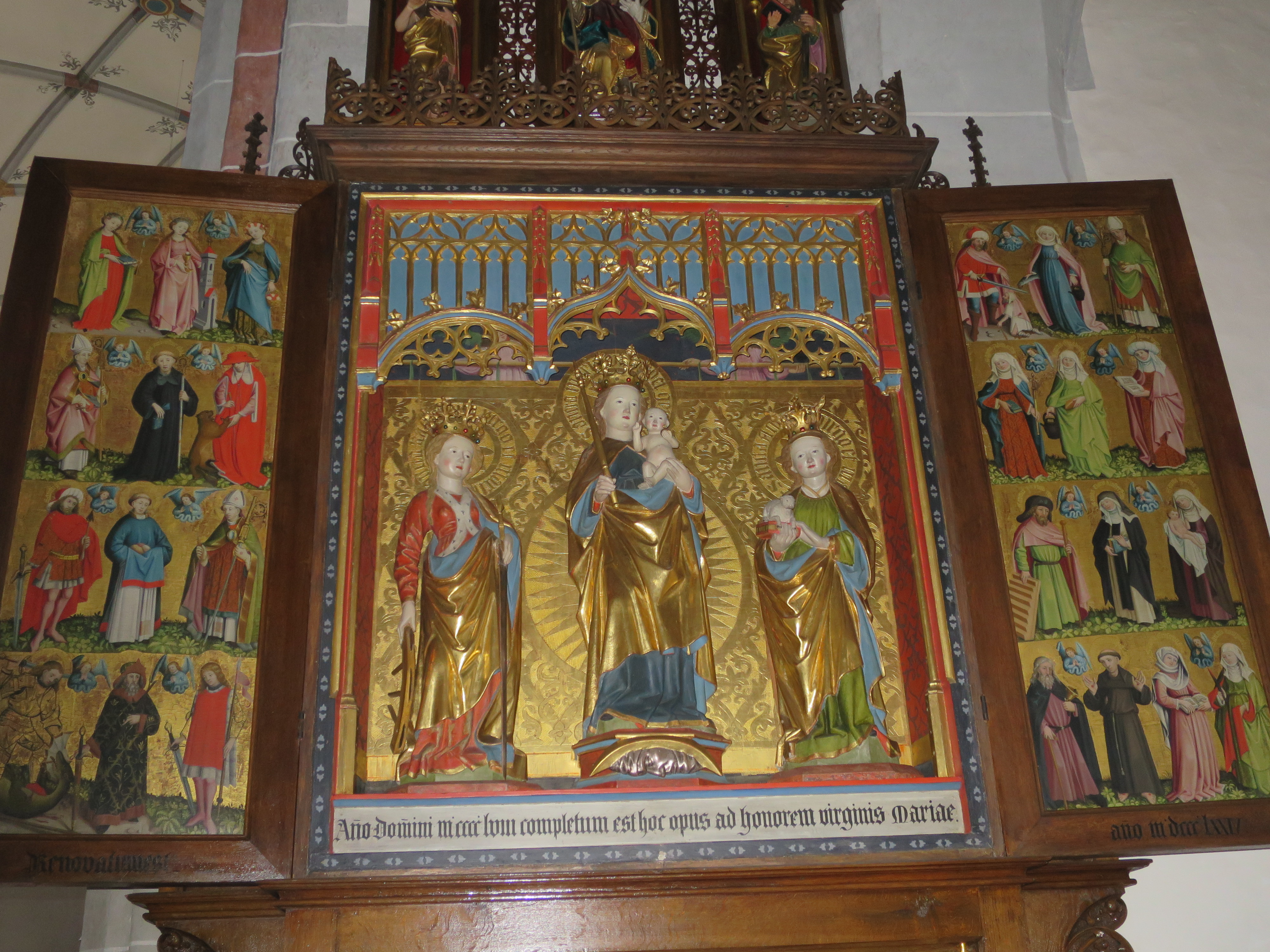
Marienaltar am Chorbogen rechts

Am Chorbogen rechts steht das zweite Marienretabel. Der Flügelaltar zeigt in geschlossenem Zustand vier gemalte Szenen aus der Passion Christi: links oben die Geißelung, daneben die Dornenkrönung mit der Verspottung Jesu, links unten die Kreuzigung, gefolgt von der Grablegung Christi. Öffnet man die Flügel, werden im Mittelschrein drei Schnitzfiguren sichtbar: Maria mit dem Jesuskind auf dem Arm, flankiert von Katharina von Alexandrien (links) und der heiligen Agnes. Eine Inschrift in gotischer Minuskel am Fußstreifen des Schreins gibt das Entstehungsjahr des Altares an: „Anno Domini MCCCCLVIII completum est hoc opus ad honorem Virginis Mariae“ (Im Jahr des Herrn 1458 ist dieses Werk zur Ehre der Jungfrau Maria vollendet worden). Die Gemälde auf den beiden Flügeln sind in vier Reihen mit Darstellungen von je drei Heiligen unterteilt. Eine Ausnahme bildet die unterste Reihe des rechten Flügels, in der vier Heilige Platz gefunden haben. In ihren Nimben sind sie namentlich genannt. Am linken Flügel stehen (von links nach rechts und von oben nach unten): Ursula, Barbara, Dorothea – Augustinus, Ambrosius Autpertus, Hieronymus – Sebastian, Stephanus, Erasmus – Georg, Achatius, Mauritius. Der rechte Flügel zeigt: Martin, Verena, Nikolaus – Adelheid, Elisabeth, Anna (Wissagerin) – Alexius, Klara, Marina – Antonius Eremita, Franziskus, Crescentia, Kunigunde. Der Hintergrund der Innenseiten der Flügel und des Mittelschreins ist golden. In der Mitte des Antependiums ist eine gemalte Tafel mit König David auf der Vorderseite und einer Mater Dolorosa auf der Rückseite angebracht. Im Gesprenge steht der heilige Nikolaus zwischen Johannes dem Täufer (links) und Paulus. Diese drei Statuetten wurden Anfang des 16. Jahrhunderts geschaffen. Der Altar stammt wahrscheinlich aus der Ulmer Schule, eventuell aus der Werkstatt von Jakob Acker. Er kam 1874 als Geschenk des Carl Friedrich von Stadion in die Kirche. Die Köpfe von vier weiblichen Heiligen, die sich auf Reliquienkästchen in der Predella befinden, sind rund drei Jahrzehnte jünger und gehörten ursprünglich nicht zu diesem Altar.

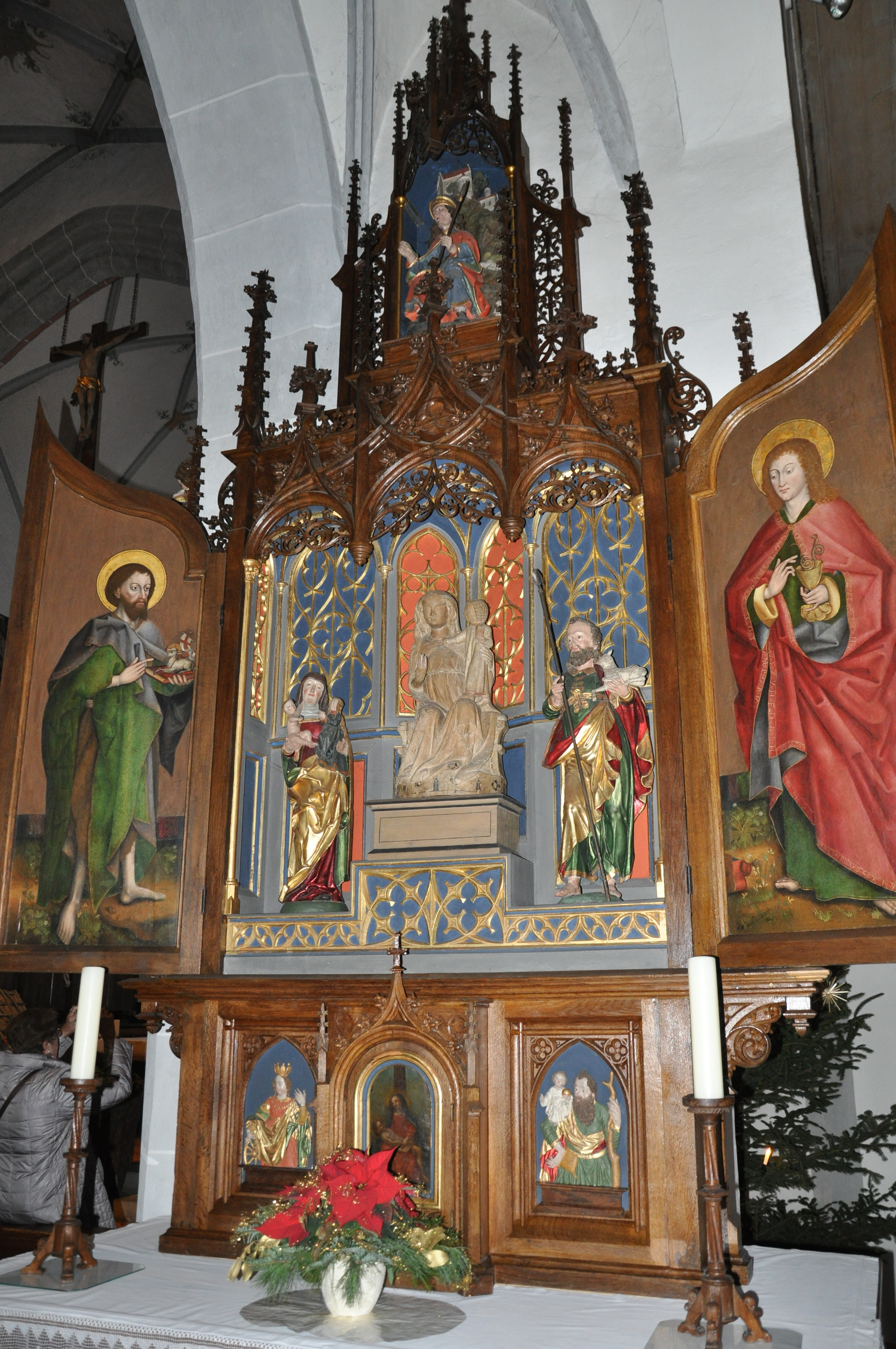
Marienaltar am Arkadenpfeiler

Am frei stehenden Arkadenpfeiler befindet sich ein weiteres Marientriptychon. Auf den bemalten Flügeln des geschlossenen Altars sind zwei Heilige dargestellt: Notburga mit neun Kleinkindern in ihrer Schürze und Verena. Im Zentrum des geöffneten Mittelschreins befindet sich auf einem Podest eine thronende Madonna mit dem Jesuskind, das auf ihrem linken Oberschenkel steht. Diese Skulptur aus dem frühen 15. Jahrhundert wird von zwei Statuen vom Anfang des 16. Jahrhunderts flankiert, auf der linken Seite von einer Anna selbdritt, rechts vom heiligen Wendelin. Die Flügel tragen Gemälde von Johannes dem Täufer und dem Apostel Johannes. Die Heiligenbilder auf den Flügeln werden Jörg Stocker zugeschrieben und auf das letzte Jahrzehnt des 15. Jahrhunderts datiert. Die Predella ist mit Reliefs von Katharina von Alexandrien und Christophorus aus der Zeit um 1520 ausgestattet. Zwischen ihnen ist am Tabernakel ein Gemälde mit einer Pietà angebracht, das 1811 in die Kirche kam.
An der Südwand des Querarms steht der Georgsaltar. Auf den Außenseiten der Flügel sind Gemäldetafeln mit den Heiligen Christophorus und Sebastian angebracht, auf den Innenseiten Bilder der Heiligen Theodul und Ulrich. Die Gemälde passen stilistisch zu denen des Hochaltars und wurden demnach vermutlich um 1490 von Jörg Stocker geschaffen. Im Mittelschrein ist eine Schnitzfigur des heiligen Georg zu Pferd im Kampf mit einem Drachen aufgestellt. Sie stammt aus dem 18. Jahrhundert, ebenso wie die Barock-Statuette des heiligen Rochus im Auszug des Altars. Das Antependium ist – wie beim Veitsaltar – mit zwei Tafelbildern mit Szenen aus der Wolfgangslegende verziert. In der Predella befindet sich zwischen den Statuetten von Antonius von Padua und der heiligen Klara ein großes rotes flammendes Herz.
Die Tafelgemälde in den Antependien des Georgsaltars und der Marienaltäre von 1458 und 1510 stammen wahrscheinlich aus beidseitig bemalten Altarflügeln.
An der Ostwand hängen zwei barocke Gemälde (um 1740) von der büßenden Maria Magdalena und dem reuigen Petrus von Johann C. Kohler. Vor dem Petrus-Bild steht ein achteckiger Taufstein mit neugotischem Aufsatz, an der Westwand der Grabstein des Hans von Stadion († 1458), der auch „Ritter Hans der Reiche“ genannt wurde, mit der Bezeichnung „Jörg Syrlin zu Ulm 1489“.

### Langhaus

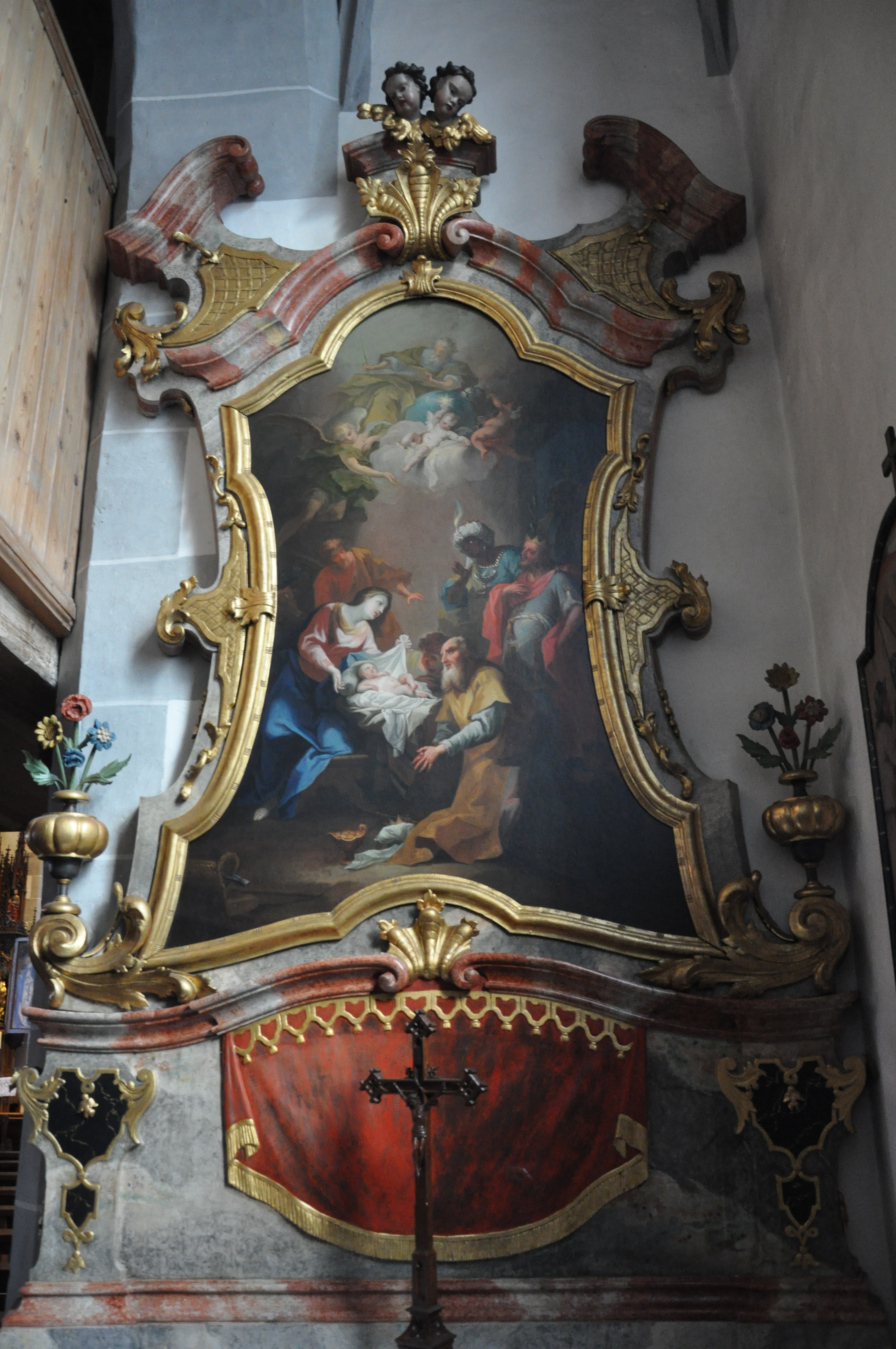
Barocker Dreikönigsaltar

In vier der sechs Seitenkapellen des Langhauses gibt es barocke Altäre, die im 18. Jahrhundert in die Kirche kamen, in den beiden östlichen Kapellen Beichtstühle aus derselben Zeit. Am Pfeiler zwischen nördlichem Querarm und der ersten Seitenkapelle mit Beichtstuhl befindet sich die Rokoko-Kanzel von Jakob Sauter aus dem Jahr 1773. Diese Jahreszahl steht in römischen Ziffern in einer Kartusche an der Rückwand der Kanzel. Der Kanzelkorb wird unten von einem Engel getragen, an der Spitze des Schalldeckels hält ein Putto die Gesetzestafeln.
Die anschließende Kapelle beherbergt den Martinusaltar. Im Jahr 1708 als Georgsaltar geschaffen, trägt er ein Altargemälde, das den heiligen Martin bei der Mantelteilung zeigt und mit „M. invenit et pinxit 1734“ signiert ist. Eine Darstellung des heiligen Georg ist im Antependium erhalten geblieben. In der letzten Kapelle im Westen der Nordseite steht der Altar des Evangelisten Johannes mit einem Gemälde von Johann C. Kohler, auf dem der Evangelist und mehrere Heilige abgebildet sind.
Gegenüber auf der Südseite ist der Dreikönigsaltar, auch Erscheinungsaltar genannt, mit einer von Kohler 1741 gemalten Anbetung der Heiligen Drei Könige aufgestellt. Die Kapelle nebenan beinhaltet einen Andreas-Altar von 1700 mit einer Statue des Heiligen vor dem Andreaskreuz in einer rundbogigen Nische.
Auf Konsolen stehen an den südlichen Pfeilern Maria, Cäcilia und ein unbekannter Heiliger, an den nördlichen Barbara und Johannes Nepomuk. Vor dem Chorbogen wird in der Weihnachtszeit eine Krippe von Sebastian Osterrieder (1864–1932) aus dem Jahre 1921 aufgebaut.
Die Orgel ist ein Werk von Albert Reiser aus dem Jahr 1965 mit 15 Registern auf zwei Manualen und Pedal. Sie ist auf der oberen Etage der Doppelempore im Westen des Langhauses in ein barockes Gehäuse aus der Zeit um 1774 eingebaut. Die in dreizehn Felder unterteilte Brüstung der unteren Etage ist mit den zwölf Aposteln bemalt, mit Christus als Salvator mundi in ihrer Mitte. Unter der Empore stehen die sogenannten Gerichtsstühle aus dem 17. Jahrhundert, Sitzgelegenheiten für die gräflichen Beamten.

### Gruft
In der gräflichen Gruftkapelle mit einer Kreuzigungsgruppe an der Stirnwand sind ein Grabstein für Ludwig von Stadion († 1521) und ein auf 1584 datiertes Epitaph mit neun Wappen für Hans von Stadion († 1568) erwähnenswert.
In der St.-Anna-Kapelle steht ein Altar von 1710 mit einer Statue des Erzengels Michael als Seelenwäger, geschmückt mit Rocaille-Dekoration. In eine Seitenwand ist ein Steinrelief mit einer Kreuzigung von 1606 von Hans Morink (1555–1616) eingelassen.